# Chrysosoma piliseta
Chrysosoma piliseta är en tvåvingeart som beskrevs av Octave Parent 1936. Chrysosoma piliseta ingår i släktet Chrysosoma och familjen styltflugor.
Artens utbredningsområde är Kongo. Inga underarter finns listade i Catalogue of Life.